# ISO 3166-2:RW
ISO 3166-2:RW è uno standard ISO che definisce i codici geografici delle suddivisioni del Ruanda; è un sottogruppo dello standard ISO 3166-2.
I codici, assegnati alle cinque province del paese, sono formati da RW- (sigla ISO 3166-1 alpha-2 dello Stato), seguito da due cifre; i codici erano assegnati alle 12 province precedenti alla riforma amministrativa del 2005 ed erano formati da RW più una lettera.

## Codici
| Codice | Provincia      |
| ------ | -------------- |
| RW-01  | Kigali         |
| RW-02  | Orientale      |
| RW-03  | Settentrionale |
| RW-04  | Occidentale    |
| RW-05  | Meridionale    |

## Codici precedenti
| Codice | Provincia     |
| ------ | ------------- |
| RW-C   | Butare        |
| RW-I   | Byumba        |
| RW-E   | Cyangugu      |
| RW-D   | Gikongoro     |
| RW-G   | Gisenyi       |
| RW-B   | Gitarama      |
| RW-J   | Kibungo       |
| RW-F   | Kibuye        |
| RW-K   | Kigali Rurale |
| RW-L   | Kigali Città  |
| RW-M   | Mutara        |
| RW-H   | Ruhengeri     |